# عبد الله سوماري
عبد الله سوماري هو لاعب كرة قدم بلجيكي في مركز الهجوم، ولد في 7 نوفمبر 1980 في سانت أوين سور سين في فرنسا. لعب مع نادي النجم الأحمر ونادي لييج ونادي موسكرون.